# Gateshead Football Club
Gateshead Football Club é um clube de futebol profissional da Inglaterra, com sede na cidade de Gateshead, Tyne/Wear. Fundado em 1977 (48 anos), disputa a National League, equivalente à quinta divisão do futebol inglês. Tem como estádio o Gateshead International Stadium, com capacidade para 11 800 torcedores.

## História
O original Gateshead foi formado em 1899 como South Shields Adelaide e se tornou membro da Football League em 1919. Em 1930, os problemas financeiros fizeram o clube se mudar para Gateshead, onde adotou o nome da sua nova cidade. No entanto, o clube foi eliminado da Liga de Futebol em 1960 e encerrou suas atividades em 1973. A história se repetiu à medida que um novo clube de South Shields se formou para substituir o original, e também se mudou para Gateshead, tornando-se Gateshead United em 1974. No entanto, ele também se dissolveu no final da Temporada 1976-77. Um novo clube foi estabelecido, assumindo o lugar do United na Northern Premier League.
Depois de três temporadas na metade inferior da tabela, O Gateshead FC terminou em décimo-primeiro lugar em 1980-81, atingindo a primeira rodada da FA Cup pela primeira vez, perdendo 1-0 em Lincoln City. O clube terminou em quarto lugar na seguinte temporada.
Na temporada de 1982-83 o Gateshead ganhou a Northern Premier League com um recorde de pontos (100), marcando 114 gols no processo. Como resultado, O clube foi promovido para a Alliance Premier League. Depois de um décimo-sexto lugar na primeira temporada de 1983-84, o clube terminou em segundo lugar na temporada 1984-85 e conseguiu voltar para a Premier League do Norte. O clube ganhou a Premier League do Norte na primeira tentativa, ganhando um retorno imediato à (agora renomeada) Conferência de Futebol. No entanto, ele conseguiu ficar apenas durante a temporada 1986-87 na Conferência, sendo rebaixado de volta à Premier League do Norte depois de terminar no fim da tabela.
Com a Premier League do Norte ganhando uma segunda divisão, a Gateshead tornou-se membro da Divisão Premier ao retornar à liga. Ele terminou em décimo-oitavo em 1987-88 e no segundo lugar em 1988-89, mas evitou o rebaixamento para a Divisão 1, uma vez que nenhuma equipe foi relegada para a liga da Conferência de Futebol. Após esse adiamento, o clube ganhou a liga em  1989-90 e foi promovido de volta à Conferência de Futebol.  Nas sete temporadas seguintes ficou no meio da tabela, mas depois de terminar na zona de descenso em 1997-98, o clube voltou para a Northern Premier League.
Embora tenham sido relegados para a Divisão 1 no final da temporada 2002-03, um sexto lugar em 2003-04 foi suficiente para garantir um retorno à Divisão Premier devido à criação da Liga Nacional Norte Norte Norte e Sul. Um terceiro lugar na Premier Division em 2007-08 fez o clube se qualificar para os play-offs depois de derrotar o Eastwood Town por 4-0 nas semi-finais, vencer o Buxton por 2-0 na final, e assim ganhar a promoção para a Conferência Norte.

## Títulos
- Northern Premier League Premier Division: 2

1982–83, 1985–86
- Northern Premier League Challenge Shield: 1

1985–86